# Salganea rentzi
Salganea rentzi es una especie de cucaracha del género Salganea, familia Blaberidae.

## Distribución
Esta especie se encuentra en Nueva Guinea.